# Autobahn 14 (Belgien)
Die belgische Autobahn 14, französisch Autoroute 14, niederländisch Autosnelweg 14 genannt, beginnt an der französischen Grenze bei Kortrijk und endet in Antwerpen. Zusammen mit der A10 verbindet sie die Städte Brüssel, Gent und Antwerpen.
Sie ist damit eine der wichtigsten belgischen Autobahnen. Im Norden erschließt sie den Antwerpener Hafen und bildet den Anschluss an die E19 und die E34. Da in Frankreich Fahrverbot für Lastkraftwagen an Sonntagen gilt, sind Autobahnraststätten vor der Grenze oft überfüllt.

## Geschichte
Die A14 wurde beim Bau in acht Abschnitte unterteilt, die innerhalb von vier Jahren fertiggestellt wurden:
| Abschnitt                        | Eröffnung        |
| -------------------------------- | ---------------- |
| Französische Grenze – Rekkem     | 4. November 1972 |
| Rekkem – Kortrijk-Oost           | 1970             |
| Kortrijk-Oost – Waregem          | 1971             |
| Waregem – Zwijnaarde             | 1972             |
| Zwijnaarde – Destelbergen        | 1970             |
| Destelbergen – Sint-Niklaas-West | 1971             |
| Sint-Niklaas West – Kruibeke     | 1970             |
| Kruibeke – Antwerpen-West (R1)   | 31. Mai 1969     |

## Bilder

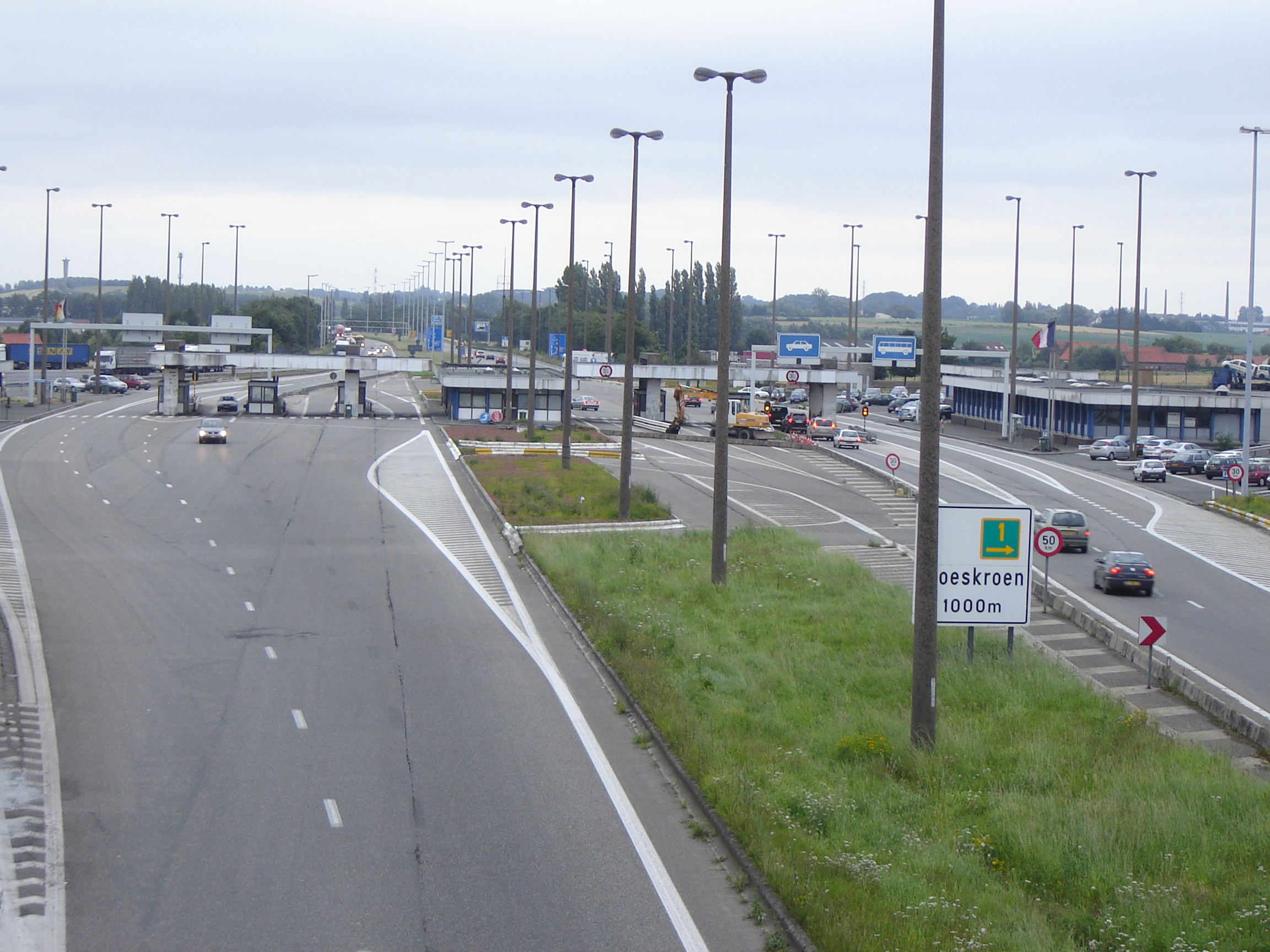
Grenzübergang Rekkem (Juli 2007)
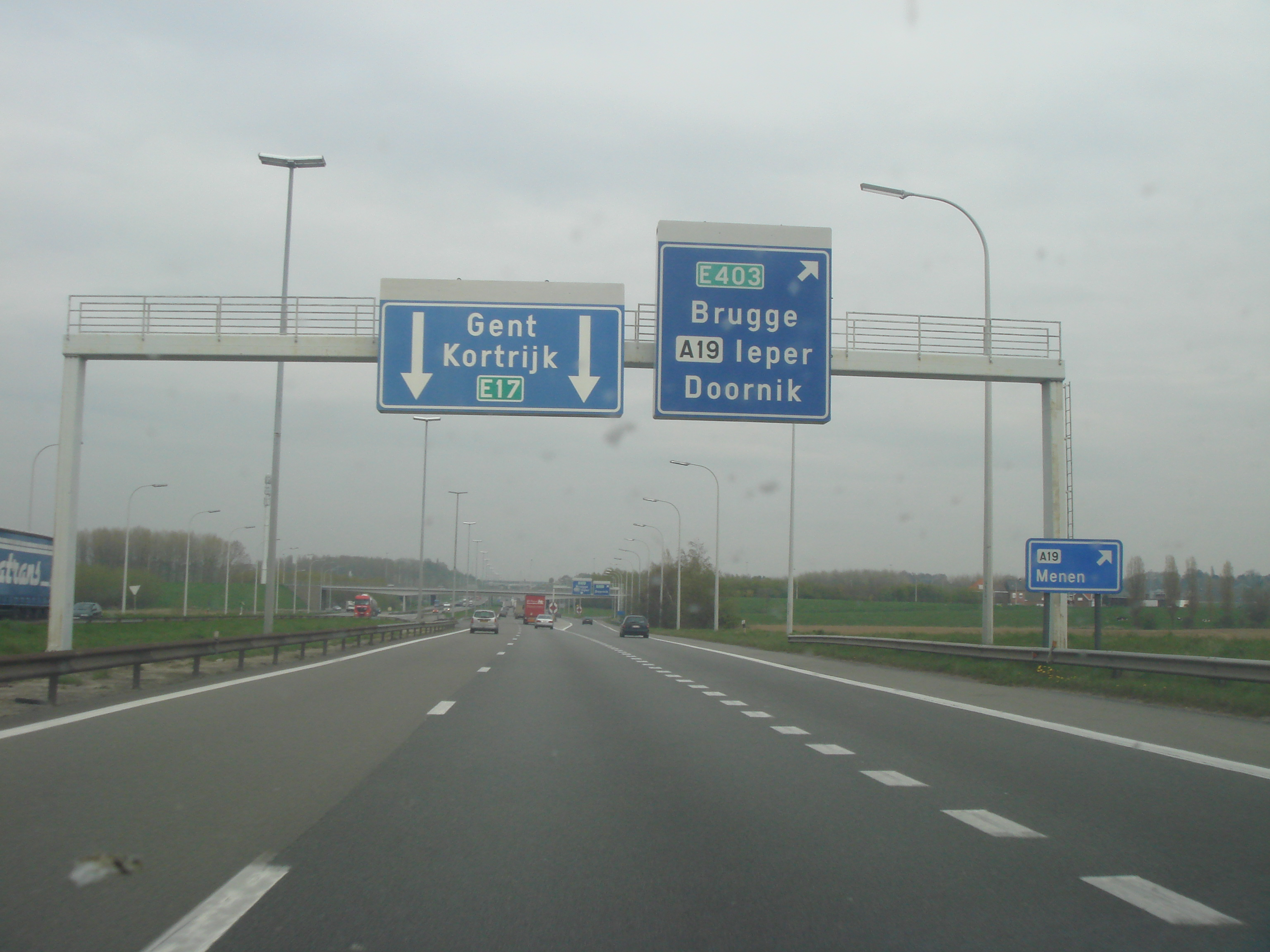
E17/E403
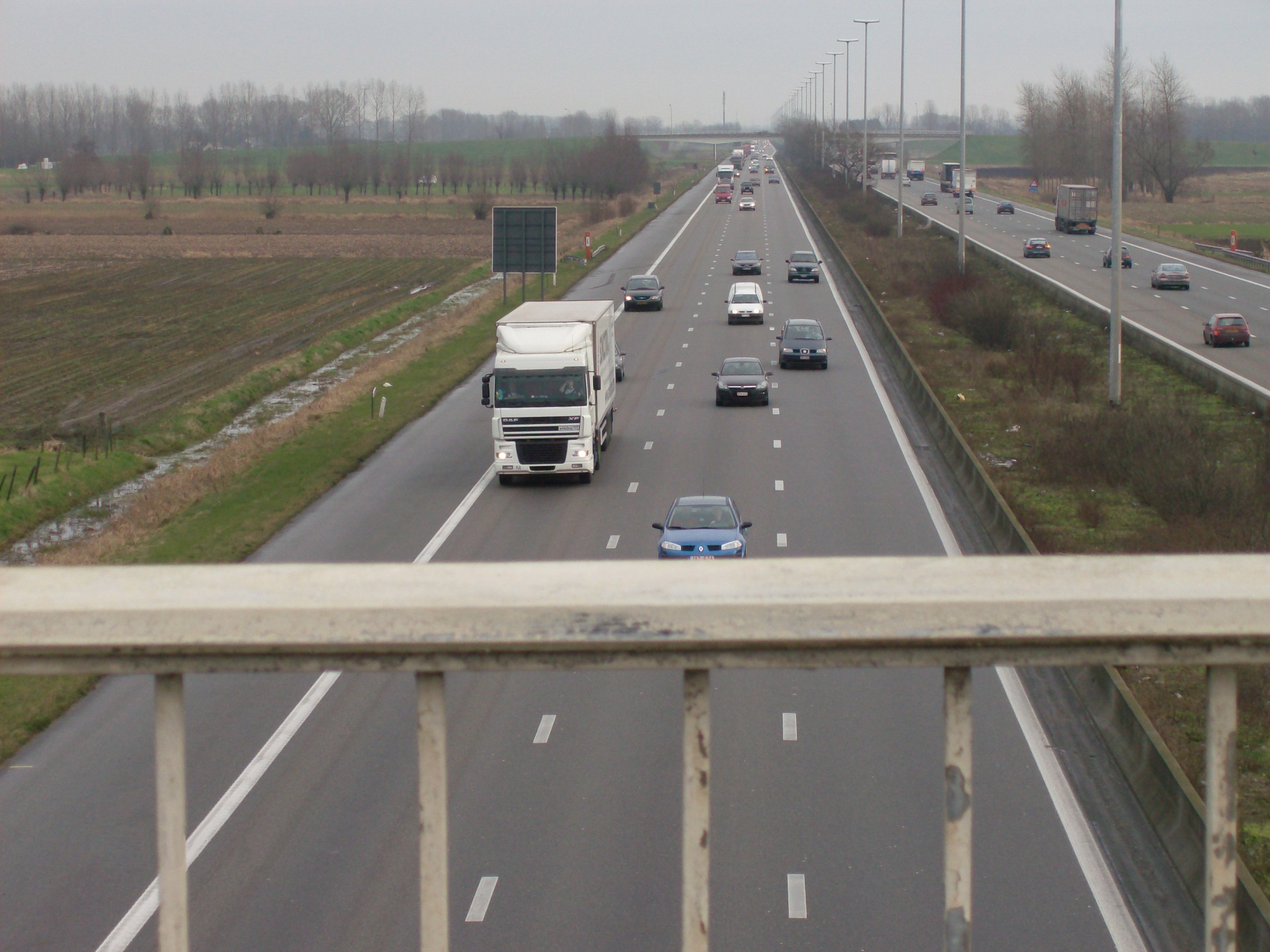
A14: 2 × 3 Fahrspuren
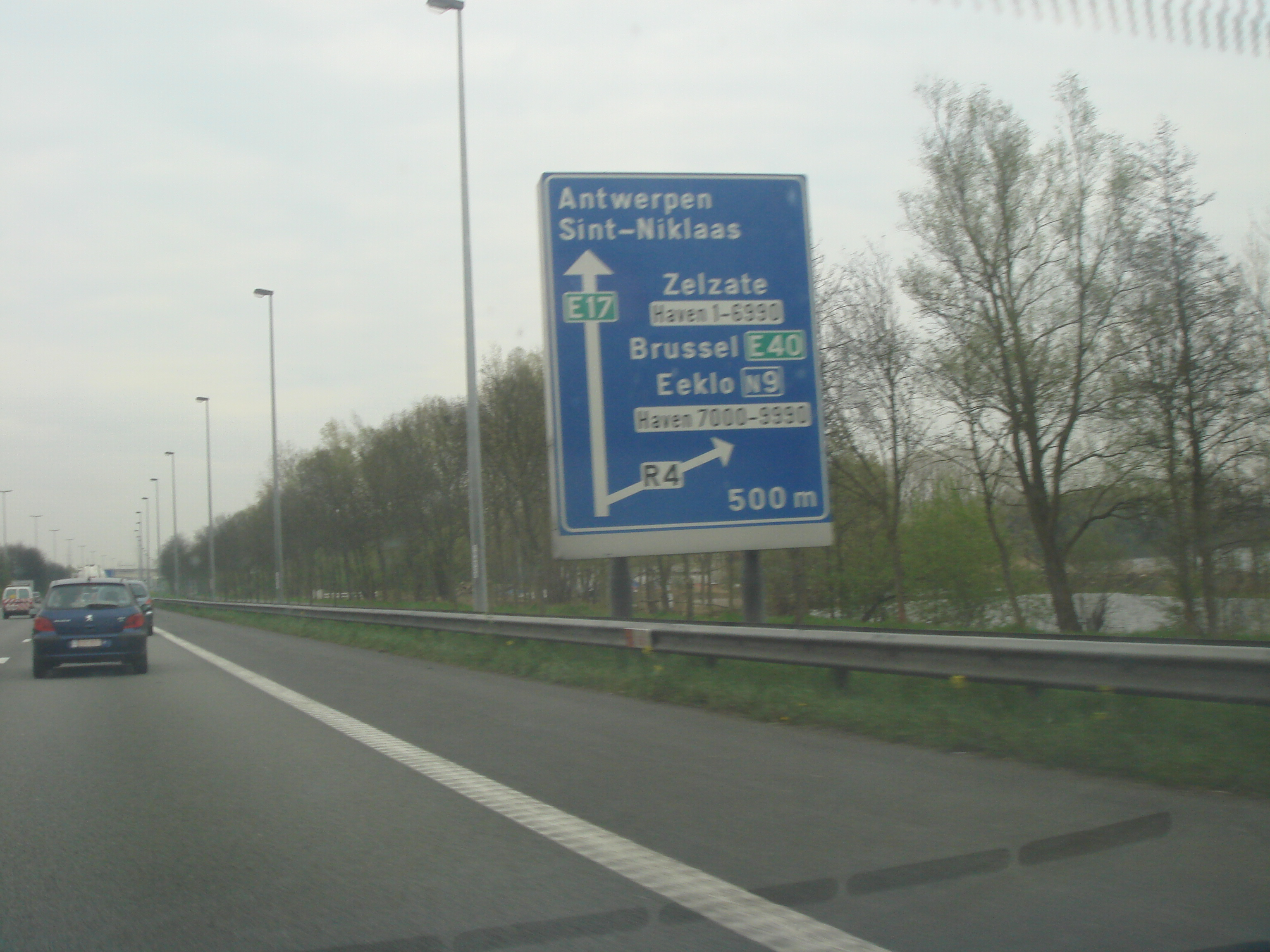
E17 Richtung Antwerpen
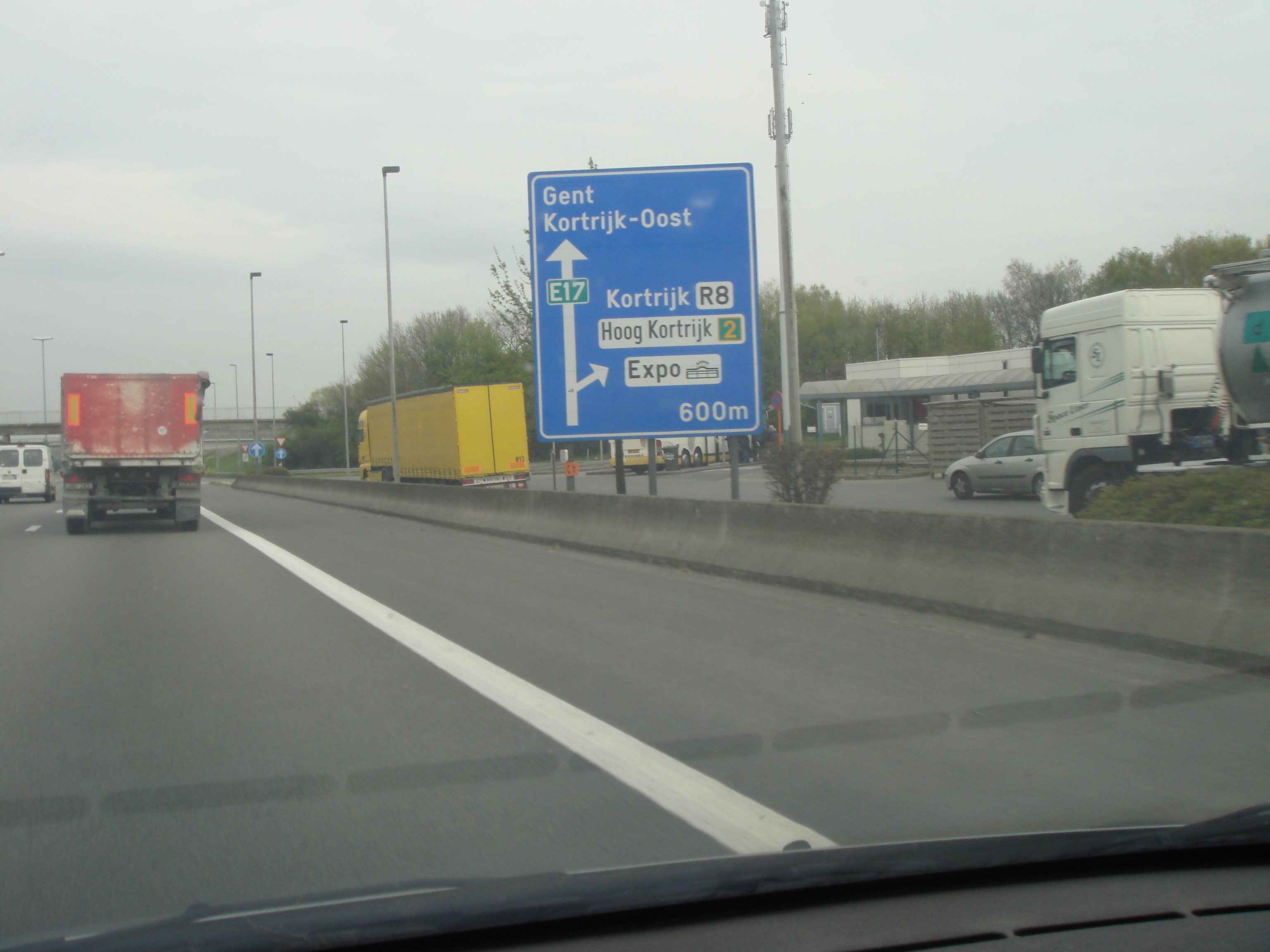
E17 Richtung Gent: Ausfahrt zur R8